# Ed Balls

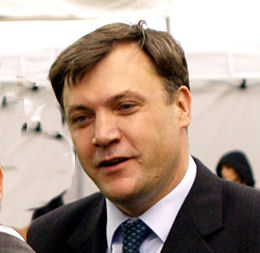
Ed Balls 2007.

Ed Balls, född 25 februari 1967 i Norwich, är en brittisk politiker för Labour.
Balls var 2007–2010 barn-, skol- och familjeminister (Secretary of State for Children, Schools and Families). 2010 ställde han upp i Labours partiledarval efter Gordon Browns avgång och kom trea. Han var senare Labours skuggfinansminister 2011-2015. 
Balls representerade valkretsen Normanton (Normanton, Ossett m.m.) och i parlamentet 2005-2010, och därefter (efter en omritning av valkretsarna) Morley och Outwood 2010-2015. I valet 2015 förlorade han med knapp marginal sin parlamentsplats. 
Han har läst vid Keble College vid Oxfords universitet och vid Harvard samt var ekonomisk rådgivare till Gordon Brown mellan 1999 och 2004. Han är gift med Yvette Cooper, även hon parlamentsledamot. 
Sedan december 2015 är han styrelseordförande för fotbollsklubben Norwich City FC.